# ウェークアップ!ぷらす
『ウェークアップ!ぷらす』は、2005年（平成17年）4月2日から2021年（令和3年）2月27日まで読売テレビの制作により、日本テレビ系列で毎週土曜日の 8:00 - 9:25（JST）に生放送されていた報道番組・情報番組である。放送時間帯は前述の通り毎週土曜日の8:00 - 9:25（JST）。

## 概要
読売テレビは、1991年1月から土曜の全国枠で『ウェークアップ!』を放送して来たが、2005年に総合司会をある桂文珍が本業である落語の高座に専念するため番組降板する運びとなり、14年3ヶ月を迎え番組をリニューアル。
番組の総合司会に、『ウェークアップ!』の初代総合司会を務めた当時同局の報道局解説委員であった辛坊が12年振りに復帰した。番組の扱いとして、正式な番組名称に「ぷらす」と付与されていることもあり、統一番組として見做されている。番組再スタートのキャスターとアシスタントに当時：フリーアナウンサーであった松岡と用稲を起用した。
2013年4月、虎谷の産休に伴う降板を機と翌2014年4月に番組リニューアルを行ない、2013年は同局アナウンサーである森若と坂木を担当にしたが、1年後にキー局である日本テレビの元アナウンサーで辛坊と『ズームイン!!SUPER』で共演していた、森を起用し、1年毎に同局アナウンサーの担当替えが続いた事もあり、2018年3月から諸國と山本が代わって担当となった。
2010年6月19日放送分で『ウェークアップ!』時代から数えて放送1000回を迎え、2019年7月で『ウェークアップ!』時代の放送期間を上回り、2020年4月にはリニューアル後から数えて15周年を迎えた。
そして、2021年1月に『ウェークアップ!』時代を含めて30周年を迎えるに辺り、辛坊が本来の同局社員の定年年齢を迎えるに当たり、当該番組でも一時期扱った「ブラインドセーリング」プロジェクトの海難事故に伴う、太平洋無寄港横断再挑戦の意向に辺り、兼ねてから持論であったニュースキャスターの引退に向け、読売テレビに2020年11月時点で当該番組の降板意向を申し入れており、同局は2021年1月9日の当該番組放送後に、『ウェークアップ!』から通算1545回となる2021年2月27日放送分にて、当該番組の降板予定を認める事を発表。同局は、同年1月30日放送分の終了後に後任の総合司会とキャスターを、当該番組にコメンテーターとして準レギュラー状態で出演していた野村と野村が同局で出演している『かんさい情報ネットten.』のキャスターである中谷を起用する事を発表した。また、前述の番組開始30周年に辺り、番組タイトルから「ぷらす」と感嘆符を外し2005年3月末迄ネーミングされていた『ウェークアップ』として16年振りに大幅リニューアルする事も重ねて発表した。

### 番組の基本構成
2014年からは、地方活性化などをテーマにした「NEOニッポン列島改造論」や、辛坊がプレゼン形式で話題を紹介する「値千金 ニュース鑑定」などのコーナーが放送される。
読売テレビ制作の番組であるが、日本テレビ55周年企画『ACTION 日本を動かすプロジェクト』にも特別参加し、前述した通り「地方の悲鳴」をテーマに採り上げている。
土曜日8時から9時台前半はテレビ東京系列 を除く4大民放ネットワークの全てで在阪局制作の番組が生放送されているが、本番組は唯一の報道系番組で、近畿圏を中心に活動する学者や教授などが多く出演している。東海道新幹線新駅や新名神高速道路の建設問題、グリーンピア南紀の香港企業への譲渡問題など、当該地域を放送エリアに持つ在阪局特性を生かした話題を採り上げ、在京キー局で取り上げられることが少ない外国人参政権法案などの話題を積極的に取り上げている。

### その他の概要
- 原則的にキャスター陣が夏休みで本番組を休むことはない[注 5]。辛坊は『そこまで言って委員会』の放送がなく金曜午後の収録がない『24時間テレビ 「愛は地球を救う」』放送週に合わせ、夏季休暇として水曜から金曜（2009年春からは水・木曜）レギュラー[注 6] の『ズームイン!!SUPER』を休んでいたが、本番組は休まず出演している。2005年12月には用稲千春が自身の結婚式で番組を休んだため、辛坊単独で進行を担当した[注 7]。2009年に体調不良で入院した際も外泊許可を得て出演したが、2012年12月22日は12月19日に後に初期の十二指腸癌と判明した十二指腸の腫瘍の摘出手術直後で休演し、岩田と虎谷のペアでキャスターを代行したが翌週に復帰した。虎谷も同日は体調不良ながら出演し、通常は席を離れ立ち伝えていたエンディングの天気予報を同日以降は着席して伝えた[注 8]。2013年は、後述する辛坊の長期休養に対する配慮として10月5日放送分に森若、10月19日放送分に坂木が休暇を取った。2018年8月25日放送分は休暇のため、野村明大[注 9]（読売テレビアナウンサー）が代役を務めた。
- 番組では健康保険組合連合会のインフォマーシャル「おはよう!けんぽれん[注 10]」が、2012年3月末まで1分間放送されていた。健康保険組合連合会は一時期降板したが、2012年7月より、30秒の複数社提供として参加し、2014年3月29日放送まで担当した。
- 2007年10月6日放送分より新たにOP用CGが用意され、リアルタイム字幕放送も開始された。リアルタイム字幕放送は表示遅延でOP時に字幕が被ったが、2008年10月よりOPをCM明けに移して回避した。2010年度から番組冒頭でOPが放送されている。『ウェークアップ!』ネット開始時は、2001年秋までMBS制作『すてきな出逢い いい朝8時』をネットしていたが終了に伴い移行し、これまでCMが全編ローカルに差替えられていた四国放送も全国スポンサーが付いた。
  - 全国スポンサーは画面左下に表示されるが(因みに最初のCM前では読み上げありだが、以降のスポンサー入れ替えと4回目のCM明けは読み上げなし)、珍しいことに他の読売テレビ制作番組とは異なり、「提供」の文字がなく、スポンサー名のみ表示している[注 11]。
- 2008年6月14日の放送中、岩手・宮城内陸地震が発生。東北など一部地域では緊急地震速報が流れた。その後は日テレNEWS24からの速報ニュースをそのまま流すことで対応した。
- 2011年3月12日は前日午後に発生した東日本大震災関連の『NNN報道特別番組』を放送するため休止となった。
  - 震災後は毎週、エンディングの天気予報で全国の天気を伝えた後に、被災地の詳細な天気予報を伝えている。「東北3県」の福島県・宮城県・岩手県の他に、津波被害の大きかった北茨城市の天気予報も合わせて伝えられていたが、2012年3月31日放送分を最後に行っていない。
- 休止は年末年始を除いてほとんどない。年末年始の放送は生放送ではなく稀に事前収録の場合もあるが、2008年8月23日は日本テレビ制作で北京オリンピックのハイライト特番が放送されたため、番組開始以来、年末年始を除く初の休止となった[注 12]。2012年7月28日もロンドンオリンピックのハイライト特番放送のため休止。
- 2012年3月31日の放送より2013年頃まで、番組最後の天気予報のコーナーの前に、各地の風景を約40秒から1分間に纏めたVTRとともに若手歌手の唄を「きょうのテーマ曲」として放送している（番組ホームページでも簡単に紹介している）。
- 2012年12月29日は7:00 - 9:25の枠で「年末拡大SP2012のNo.1&政権交代SP」と題して放送。スタジオゲストに自民党の石原伸晃、民主党の前原誠司、日本維新の会の東国原英夫、みんなの党の江田憲司、女優・タレントの安田美沙子、日経エンタテイメント編集委員の品田英雄などの他、当時東京都知事の猪瀬直樹（従来通り日本テレビのニューススタジオから中継）、「+POWER」のコーナーに金本知憲を迎えた。東京スカイツリーの展望台から五十嵐が中継を担当。通常は本番組を放送しない山梨放送・福井放送・高知放送・テレビ大分でも7時台のみ放送した[注 13]（4局の視聴者向けに番組自体の説明並びに飛び降り時のコメントはなかった[注 14]）。
- 2013年2月24日16:25 - 17:25に、関西ローカルで『ウェークアップ!M's』と題した特番を放送した。橋下徹（大阪市長）、世耕弘成（内閣官房副長官）らと「体罰・予算・大阪都・選挙」について10代から30代の芸能人と討論した。3月5日深夜は関西ローカルの火曜ナイトパーク枠で『ウェークアップ!M's NIGHT』と題した特番を放送し、「+POWER」の総集編的内容で、ゲストも数人『M's』と重複していた。
- 辛坊は2013年6月8日放送分以後、「ブラインドセーリング」プロジェクトに挑戦するに辺り、一時休演。航海終了までは代役のキャスターが立てられることになり、6月15、22日は福澤朗、6月29日 - 8月3日は三浦隆志（読売テレビアナウンサー）が務めた。辛坊は当初、航海終了後の8月17日から番組に復帰する予定だったが、航海中の6月21日に遭難事故に遭いチャレンジが中止となりそのまま休養し、前週の8月3日に事故の報告の為、番組出演し[14][15]、翌週の8月10日から番組に正式復帰し[16]、復帰前に同局で会見を行ない、事故後の報告と救助先へ出向いての御礼と海難救助を支援する団体への募金を行った事を発表した[16]。

## レギュラー出演者
マーク凡例
- ●…『たかじんのそこまで言って委員会⇒そこまで言って委員会NP』のパネリスト及び出演者
- ★…『情報ライブ ミヤネ屋』のパネリスト及び出演者

### 出演者
| 期間      | 期間       | 総合司会  | キャスター           | キャスター          | アシスタント | コメンテーター                    |
| 期間      | 期間       | 総合司会  | 進行役               | 進行役以外          | アシスタント | コメンテーター                    |
| --------- | ---------- | --------- | -------------------- | ------------------- | ------------ | --------------------------------- |
| 2005.4.2  | 2006.7.29  | 辛坊治郎● | 用稲千春             | （不在）            | 松岡洋子     | 岩田公雄★ 村尾信尚（不定期）      |
| 2006.8.4  | 2006.9.30  | 辛坊治郎● | 用稲千春             | （不在）            | 虎谷温子     | 岩田公雄★ 村尾信尚（不定期）      |
| 2006.10.7 | 2007.9.29  | 辛坊治郎● | 目黒陽子             | （不在）            | 虎谷温子     | 岩田公雄                          |
| 2007.10.6 | 2013.3.30  | 辛坊治郎● | 虎谷温子             | 五十嵐竜馬★         | （不在）     | 岩田公雄                          |
| 2013.4.6  | 2014.3.29  | 辛坊治郎● | 森若佐紀子★ 坂木萌子 | 五十嵐竜馬★         | （不在）     | 岩田公雄                          |
| 2014.4.5  | 2014.12.27 | 辛坊治郎● | 森麻季               | 五十嵐竜馬 坂木萌子 | （不在）     | 岩田公雄                          |
| 2015.1.10 | 2015.3.28  | 辛坊治郎● | 森麻季               | 坂木萌子            | （不在）     | 岩田公雄                          |
| 2015.4.4  | 2016.3.26  | 辛坊治郎● | 森麻季               | 坂木萌子 増井渚     | （不在）     | 岩田公雄（隔週） 橋本五郎（隔週） |
| 2016.4.2  | 2018.2.24  | 辛坊治郎● | 森麻季               | 坂木萌子            | （不在）     | 岩田公雄（隔週） 橋本五郎（隔週） |
| 2018.3.3  | 2021.2.27  | 辛坊治郎● | 諸國沙代子           | 山本隆弥            | （不在）     | 岩田公雄（隔週） 橋本五郎（隔週） |

備考
- 岩田は読売テレビ解説委員長、[注 15] 特別解説委員、学習院大学法学部特別客員教授。虎谷、森若、諸國、山本は読売テレビアナウンサー（現職）、五十嵐、増井（出演当時）は読売テレビアナウンサー。辛坊は2010年のフリー転身前まで、読売テレビ解説委員、解説委員長。
- アシスタントは天気コーナー担当。
- アシスタント廃止後の天気コーナーは2013年3月まで引き続き虎谷が、2013年4月からは坂木or森若、2014年4月からは森が担当。
- 2015年以降の天気コーナーは蓬莱大介が担当している（体調不良による休暇時は奈良岡希実子などが担当）。
- 村尾は2006年10月より日本テレビ系列『NEWS ZERO』メインキャスター就任のため降板。
- 森若佐紀子および森麻季はMCとする報道もある[1][2]。

### 主なコメンテーター
岩田が21世紀臨調に在籍している関係で、岩井奉信や中田宏など21世紀臨調に在籍している著名人が比較的多く出演している。
2012年から政井マヤ（元フジテレビアナウンサー）、坂木萌子（就任当時は日テレNEWS24キャスター）、笛木優子（女優）、いとうまい子（女優・タレント）、といった、従来の文化人ではなく女優・キャスターの起用が増え、男性1名（重鎮クラス）＋女性1名＋岩田（2015年3月末の岩田の読売テレビ退職以降は橋本と岩田の隔週交代）のパターンが多くなった（先述の通り、坂木は2013年4月よりサブキャスターに就任）。そして政井や笛木が所属するオスカープロモーションからの起用が増えた時期もあった。
- 橋本五郎（読売新聞特別編集委員）☆2012年後半からほぼレギュラー化。
- 岩井奉信（日本大学教授）☆
- 江川紹子（ジャーナリスト）
- 加藤タキ（コーディネーター）
- 江上剛（作家・元日本振興銀行代表執行役社長）
- 寺島実郎（日本総合研究所会長）
- 香山リカ（精神科医・立教大学教授）
- 宮崎哲弥（評論家）●[注 17]
- 國定浩一（エコノミスト・大阪学院大学教授）●☆
- 志方俊之（軍事アナリスト・帝京大学教授）●
- 中田宏（前横浜市長・元衆議院議員）●☆[注 18]
- 中村時広（愛媛県知事・元松山市長）
- 舛添要一（国際政治学者・元東京都知事・元新党改革参議院議員・元厚生労働大臣）●[注 19]
- 五味廣文（元金融庁長官）
- 前原誠司（国民民主党衆議院議員・国土交通大臣）
- 馬淵澄夫（民主党衆議院議員・国土交通大臣）
- 竹中平蔵（慶應義塾大学教授・元総務大臣）
- 浅野史郎（慶應義塾大学総合政策学部教授・元宮城県知事）●★
- 森本敏（防衛大臣・拓殖大学教授）●★☆
- 橋下徹（弁護士・元大阪市長・元大阪府知事）
- 白井文（元兵庫県尼崎市長）
- 白石真澄（関西大学政策創造学部教授）★
- 奥野史子（スポーツコメンテーター・元アーティスティックスイミング選手）★
- 猪瀬直樹（ノンフィクション作家・道路関係四公団民営化推進委員会委員・元東京都副知事→知事）●[注 20]
- 田崎史郎（時事通信社解説委員）[注 21]
- 松富かおり（作家・元TBSアナウンサー[注 22]）
- 見城美枝子（ジャーナリスト・元TBSアナウンサー・青森大学社会学部教授）★
- 八塩圭子（学習院大学経済学部経営学科特別客員教授・元テレビ東京アナウンサー）
- 牛窪恵（マーケティングライター）
- 伊藤聡子（事業創造大学院大学客員教授・タレント・キャスター）
- 別所哲也（俳優・ラジオパーソナリティ）
- 中江有里（女優・脚本家）
- 河野景子（フリーアナウンサー・一般社団法人日本漢字習熟度検定協会・名誉会長）
- 井上咲楽 （タレント）

など多数

#### 過去のコメンテーター
- 三宅久之（政治評論家・元毎日新聞社特別報道部長）●[注 23]
- 塩川正十郎（元衆議院議員・元財務大臣・東洋大学総長）

### ナレーター
- 川下大洋（2005.04 - ）
- 大島榎奈（2005.04 - ）

#### 過去のナレーター
- 三嶋真路（2008.10 - 2012?）
- 福寿淳（2008.10 - 2012?）
  - 川下が舞台公演等で出演できない場合、同局のローカルニュース番組『ニューススクランブル』（→『かんさい情報ネットten.』）のナレーター・安富史郎や藤田勇児等が代理を務めることがある。一部の特集コーナーでは長年『ニューススクランブル』のキャスターを務めた元読売テレビ解説委員の坂泰知が務めた。2008年10月以降、三嶋真路と福寿淳が川下の代理からそのままナレーターに就いたが、2012年頃に降板した。一部特集コーナーでは大島の代わりに横須賀ゆきの、三浦隆志（いずれも読売テレビアナウンサー）や魚住りえが務めることがある。

## 使用曲
| 期間                          | オープニング                                | エンディング                                        | 備考 |
| ----------------------------- | ------------------------------------------- | --------------------------------------------------- | --- |
| 2005年4月2日 - 2007年9月29日  | 作曲：麻吉文                                | 作曲：麻吉文                                        | |
| 2007年10月6日 - 2010年9月25日 | 麻吉文 「open your eyes」                   | 作曲：麻吉文                                        | |
| 2010年10月2日 - 2011年3月26日 | 麻吉文 「open your eyes」                   | 元女子十二楽坊Alive2 「花柄スカート」               | |
| 2011年4月2日 - 2013年3月23日  | クレモンティーヌ 「男と女」                 | クレモンティーヌ 「オー・シャンゼリゼ」             | オープニングの原曲は「男と女」テーマソングであった。 本番組採用バージョンは、自身のアルバム「CLE」（2003年）収録の際に 「GRANDIS MIX」の副題を添えられていたバージョン。 （三菱・グランディスとのタイアップにより製作された為） |
| 2013年3月30日 - 2014年9月27日 | ジョー・サトリアーニ 「Out of the Sunrise」 | ジョー・サトリアーニ 「Rubina's Blue Sky Hapiness」 | |
| 2014年10月4日 - 2021年2月27日 | Mei 「Blue blue sky」                       | Mei 「ソラへ」                                      | |

## ネット局
| 放送対象地域   | 放送局                    | 系列           | 放送日時           |
| -------------- | ------------------------- | -------------- | ------------------ |
| 近畿広域圏     | 読売テレビ（ytv） 制作局  | 日本テレビ系列 | 土曜日 8:00 - 9:25 |
| 北海道         | 札幌テレビ（STV）         | 日本テレビ系列 | 土曜日 8:00 - 9:25 |
| 青森県         | 青森放送（RAB）           | 日本テレビ系列 | 土曜日 8:00 - 9:25 |
| 岩手県         | テレビ岩手（TVI）         | 日本テレビ系列 | 土曜日 8:00 - 9:25 |
| 宮城県         | ミヤギテレビ（MMT）       | 日本テレビ系列 | 土曜日 8:00 - 9:25 |
| 秋田県         | 秋田放送（ABS）           | 日本テレビ系列 | 土曜日 8:00 - 9:25 |
| 山形県         | 山形放送（YBC）           | 日本テレビ系列 | 土曜日 8:00 - 9:25 |
| 福島県         | 福島中央テレビ（FCT）     | 日本テレビ系列 | 土曜日 8:00 - 9:25 |
| 関東広域圏     | 日本テレビ（NTV）         | 日本テレビ系列 | 土曜日 8:00 - 9:25 |
| 新潟県         | テレビ新潟（TeNY）        | 日本テレビ系列 | 土曜日 8:00 - 9:25 |
| 長野県         | テレビ信州（TSB）         | 日本テレビ系列 | 土曜日 8:00 - 9:25 |
| 静岡県         | 静岡第一テレビ（SDT）     | 日本テレビ系列 | 土曜日 8:00 - 9:25 |
| 富山県         | 北日本放送（KNB）         | 日本テレビ系列 | 土曜日 8:00 - 9:25 |
| 石川県         | テレビ金沢（KTK）         | 日本テレビ系列 | 土曜日 8:00 - 9:25 |
| 中京広域圏     | 中京テレビ（CTV）         | 日本テレビ系列 | 土曜日 8:00 - 9:25 |
| 鳥取県・島根県 | 日本海テレビ（NKT）       | 日本テレビ系列 | 土曜日 8:00 - 9:25 |
| 広島県         | 広島テレビ（HTV）         | 日本テレビ系列 | 土曜日 8:00 - 9:25 |
| 山口県         | 山口放送（KRY）           | 日本テレビ系列 | 土曜日 8:00 - 9:25 |
| 徳島県         | 四国放送（JRT）           | 日本テレビ系列 | 土曜日 8:00 - 9:25 |
| 香川県・岡山県 | 西日本放送（RNC）         | 日本テレビ系列 | 土曜日 8:00 - 9:25 |
| 愛媛県         | 南海放送（RNB）           | 日本テレビ系列 | 土曜日 8:00 - 9:25 |
| 福岡県         | 福岡放送（FBS）           | 日本テレビ系列 | 土曜日 8:00 - 9:25 |
| 長崎県         | 長崎国際テレビ（NIB）     | 日本テレビ系列 | 土曜日 8:00 - 9:25 |
| 熊本県         | くまもと県民テレビ（KKT） | 日本テレビ系列 | 土曜日 8:00 - 9:25 |
| 鹿児島県       | 鹿児島読売テレビ（KYT）   | 日本テレビ系列 | 土曜日 8:00 - 9:25 |

- 広島テレビは8月6日が土曜日にあたる場合、原則として広島平和記念式典中継のため本番組を臨時にネット返上としているが、2016年は本番組内で広島テレビ協力のもと平和記念式典の全国ネット中継、並びに被爆者関連企画が放送され、同局でも8時54分まで本番組をネットした（同日に限り臨時に飛び降りポイントが置かれた）。飛び降り時刻にはステブレを置かず、続けて平和式典関連のローカル生番組『つなぐヒロシマ』を放送している。
- 2007年1月27日放送分で当時宮崎県知事の東国原英夫とのインタビュー中継を行った際、FNN系列だがNNNにも加盟するテレビ宮崎が裏送りの形で中継を繋いだ。11月30日の当時横綱の朝青龍の謝罪会見に関連して、翌日放送分で復帰後初土俵となる巡業先の大分県豊後大野市に五十嵐を派遣して中継した際、テレビ大分が裏送りで中継協力した。2008年7月18日放送の大分県教員採用試験会場からの中継の際も同様にテレビ大分が中継協力した。
- オリンピック開催期間中に本番組を休止して当該時間帯に組まれる日本テレビ制作のオリンピック関連の特別番組は、本番組が非ネットである山梨放送・福井放送・高知放送でも同時ネットで放送される。この場合、同日における3局での『朝だ!生です旅サラダ』（朝日放送テレビ制作）は休止となる。
- 本番組をネットしている北日本放送、四国放送は、2011年3月31日でテレビ朝日制作平日朝のワイドショー（『モーニングショー』〈第1期〉→『スーパーモーニング』）のネットを打ち切り、4月1日から『スッキリ!!』に切り替えて4月1日以降の月曜から土曜日の8時から9時台は日本テレビ系番組で統一された。

## スタッフ
2021年2月27日時点
- デスク：大野木貴弘[注 25]、小俵靖之[注 26]、土屋悠哉[注 27]（週替り）
- ディレクター：関典明[注 28]、髙橋克哉[注 29]、藤田泰人、浜田慎也、谷河悠規、平山義隼、中村健二、馬部唯衣[注 30]、澤田享平[注 31]（毎週）、小熊充、柘植一人[注 32]（週替り）
- AD：村上圭、岶尾文弥、茜勇希[注 33]、森野紘行[注 34]、森本真央[注 35]
- 東京スタッフ：林エリ（毎週）、鈴木日香里、鈴木秀俊[注 36]（不定期）
- AP：石川晶世[注 37]
- ブレーン：久利一
- TD：三村将之（以前は照明も担当）、谷口英雄、沖田一剛、鈴木直人（週替り）
- SW：杉本麻也、野平浩二、坂口拓磨、坂口裕一（週替り）
- VE：景川慶(敬)三、松下英男、安部展弘、田渕敬昌、窪内誠（窪内→以前は照明を担当）、池見憲一、米田忠義、木谷公久、菊地健（菊地→以前はTDも担当）（週替り）
- カメラ：古賀泰隆、金永浩二、横田浩一[注 38]、浦上茂樹、黒田賢治、田向裕一郎、助川主馬（週替り）
- 音声：南谷良美、後藤敬介、藤本博樹、沖田一剛、三村将之、谷口英雄、正木良、鈴木直人（週替り）
- 照明：浜野眞治（基本毎週）、窪田和弘（不定期）
- TK：本行真由美
- CG：福原麻衣、二角雄大、直宮佳樹、古橋新太郎（週替り、エイデック）
- 取材[注 39]：林裕(祐)介、土井政亜、長谷川純也、桑原俊明、中矢寛規、高倉芳和、西川亮、中村真弓、前原孝彦、岡田修治、大塚伸之、鶴圭介、谷口友秀、森口祐輝、稲津勝、松本貴勲、祝嶺史郎、山崎浩(賢)司、根岸昴之、金城雅一、田中譲二、上村直嗣、橋本直也、髙橋祐太、木谷公久、岡田和也、高嶋俊宏、和内勉、南佳孝、重田佑大、大中一[注 40]、江崎真澄、高橋みちる、細田和弘、西山貴宣、花ノ木厚志、元吉健二、依藤怜奈、山根正人、戸田統（週替り）
- 編集：定祐美佳（毎週）、赤井修二、川畑瑞仁、田中健一、藤谷圭太朗、小谷奈央、鍬田峻史、関戸恵、水田年昭、浅田邦裕、岩本佳典、松崎修三、望月公介、中久保貴司、加野理史(央)、古田成龍、入江基樹、福善勇介（週替り）
- 音効：副島圭祐（以前は、不定期）
- MA：堀内孝太郎（基本毎週）、寺本卓矢（不定期）
- サウンドロゴ：DJポール
- 美術：尾前江美、石田由[注 41]（週替り）
- 美術進行：山田有持[注 42]（基本毎週）、大森靖之[注 43]（不定期）（つむら工芸）
- スタイリスト：小田美佐子、ミズグチサチコ(水口紗智子)、岩脇万理、千木良有紀[注 44]
- 制作協力：日本テレビ、NNN各局
- プロデューサー：小俵靖之[注 45]、土屋悠哉[注 46]
- チーフプロデューサー：菱田雄介[注 47]
- 制作著作：ytv（読売テレビ）

### 過去のスタッフ
- ディレクター：藤田和昭、沼澤誠、嶋田智、指宿文、宮澤真史、寺澤崇、宮内聡美、西川章洋、山田千恵美、中村マゼラン太郎、五味徳人、江﨑成哉、森口茂美、中村江里奈、五十嵐優人、宇佐美彰、北口貴之、山縣美樹、橋本昌洋、森村理恵、東瑞穂、藤原祥仁、眞舘祐輔、竹本輝之、政岡建志、大田良平、倉本健次、松本美由紀、藤本麻衣、佐伯匡啓、長久恵理、北村七星、金崎浩、平村香月、鈴木利夫、瀬良元信
- AD：佐々木千裕、片桐直子、桑村大地[注 48]
- 東京スタッフ：三好隆之、伊東直人、広町裕介、花田桂、蓼沼綾子、花方あゆみ、平井聡一、坂入朋子
- 企画統括：結城豊弘[注 49]
- 構成：上田信彦、中山ユキオ、吉村智樹、田辺大介、北村誠人、今村良樹、島良輔、中丸智司、大場華
- ブレーン：小林清人、河野虎太郎
- 取材カメラ：千原徹、林晃吉、東口博実、大泉広子、山室貴紀、杉森賢治、虎谷道広、常喜満、森本明敏、浅井雅一、大石翔二郎、高橋和也、鈴木潤、綱本直、福田保、横田凌、桑原俊明、芦田諒平、山下康雄、豊田秀二、澤慎也、栗原朗（週替り）
- 技術：澤野茂、小椋敏宏、廣畑秀史（週替り）
- 技術・VE：村上和生
- TD：小野木晋、前田義信[注 50]（週替り）
- TD/VE：田口護（週替り）
- SW：平松雅之、松尾昌巳、塚本新一、藤井義行、小池一暢（週替り）
- VE：大谷晃貴、西垣善憲、鈴木淳之（週替り）
- カメラ：福場清正、渡辺容代、加藤裕規、廣谷美洋、杉村晃一、南佳正、助川ユウジ（週替り）
- 音声：滝澤亮、小西康元、石川尭洋、中山直人、四方武範（週替り）
- 照明：堂免高志、廣江貞雄、吉田勝、奥嶋駿介（週替り）
- TK：平井敬子、藤本三誉
- デジタルコンテンツ：藤崎未来、川口裕佳、村松英美里、林香多
- 編集：甲斐慎治、宮村泰弘、一瀬義和、北田雅彦、苧玉和也、香水義貴、仲田光佑、横山公平、吉田興介、寺田勝之（週替り）
- MA：古庄陽（週替り）
- 美術：伊藤大樹、水谷博行、山本真平、箕田英二、野沢桃子、上野貴弘、藤本美歩
- 美術進行：田村竜一、宮下直子[注 51]（つむら工芸）
- 音効：飯谷晴重、荒畑暢宏、鈴木宗寿、中谷誠
- CG：ANCHOVY、枝元大夢、咲川加奈（週替り、枝元・咲川→エイデック）
- スタイリスト：千野根実弓、安藤紗貴、中畑理沙、井谷祐子、津島彩、島田友美
- 演出：遠山哲司、太田匡隆、西野泰生、岡﨑亮、小林計洋
- 総合演出：吉川秀和
- プロデューサー：下村裕明、盛敏隆、大泉純子、杉山亮、相島良樹、金城智博、髙田紀明、内田昌宏[注 52]、川上幸治[注 53]、若奉典[注 54]
- チーフプロデューサー：山内隆行、若山睦、中江達朗[注 55]、鈴木和成、山本一宗[注 56]、近藤五郎[注 57]、山根順[注 58]